# Stenocercus melanopygus
Stenocercus melanopygus är en ödleart som beskrevs av  George Albert Boulenger 1900. Stenocercus melanopygus ingår i släktet Stenocercus och familjen Tropiduridae. Inga underarter finns listade i Catalogue of Life.